# Roseau
Roseau – stolica, a zarazem największe miasto Wspólnoty Dominiki – wyspiarskiego państwa leżącego w Archipelagu Małych Antyli u ujścia rzeki Roseau do Morza Karaibskiego. Dawniej nosiło nazwę Charlotte Town. Ośrodek administracyjny parafii świętego Jerzego.
Miasto stanowi ważny ośrodek przemysłu spożywczego: przetwórstwo owoców, produkcja olejków eterycznych oraz odzieżowego. Jest tu również duży port rybacki.
Roseau jest centrum turystyczno-wypoczynkowym Dominiki. Znajduje się w nim między innymi ogród botaniczny oraz muzeum.
Miasto posiada port lotniczy oraz port morski.